# Sporofil

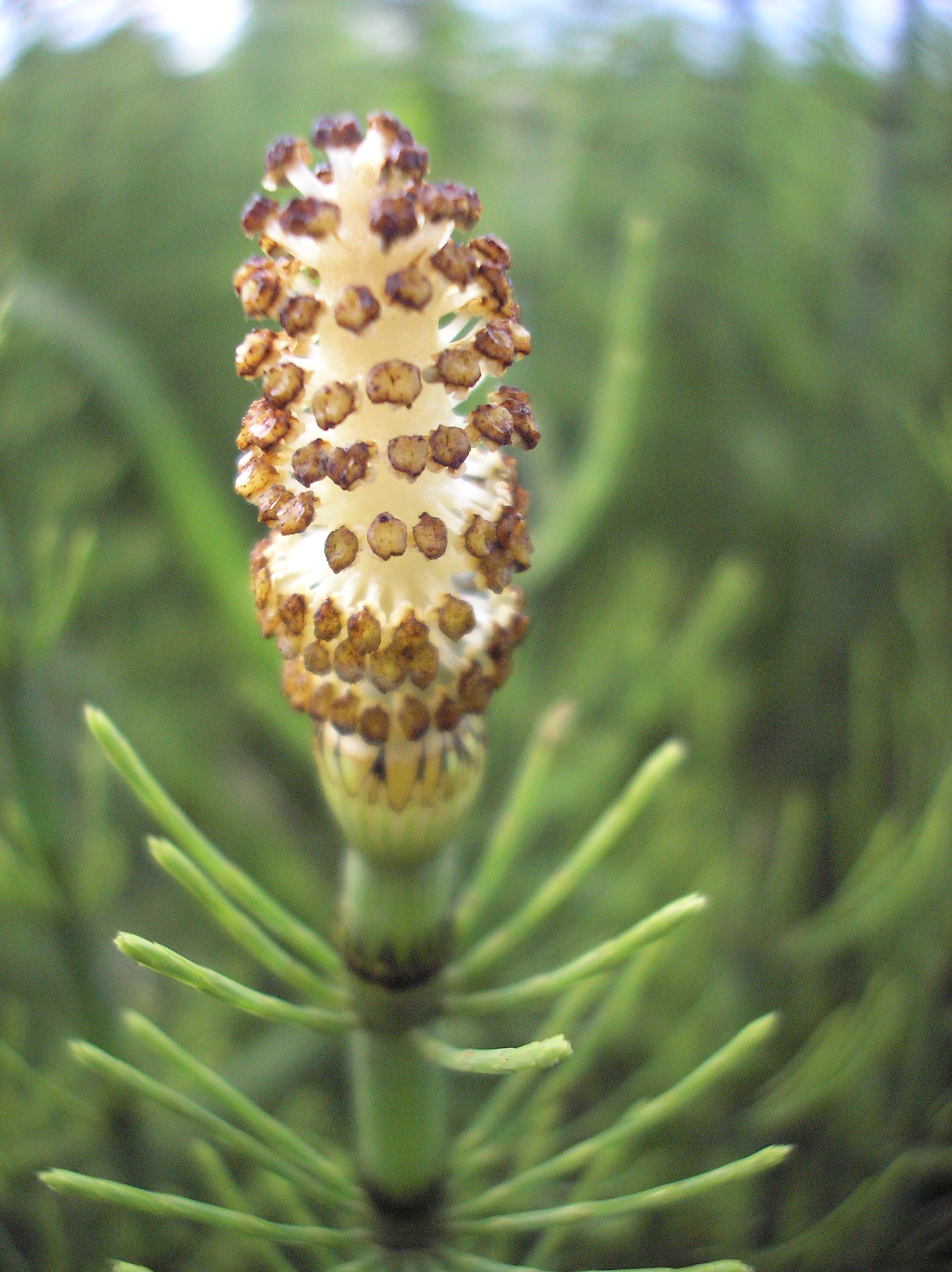
Tarczkowate sporofile skrzypu polnego zebrane w kłos zarodnionośny

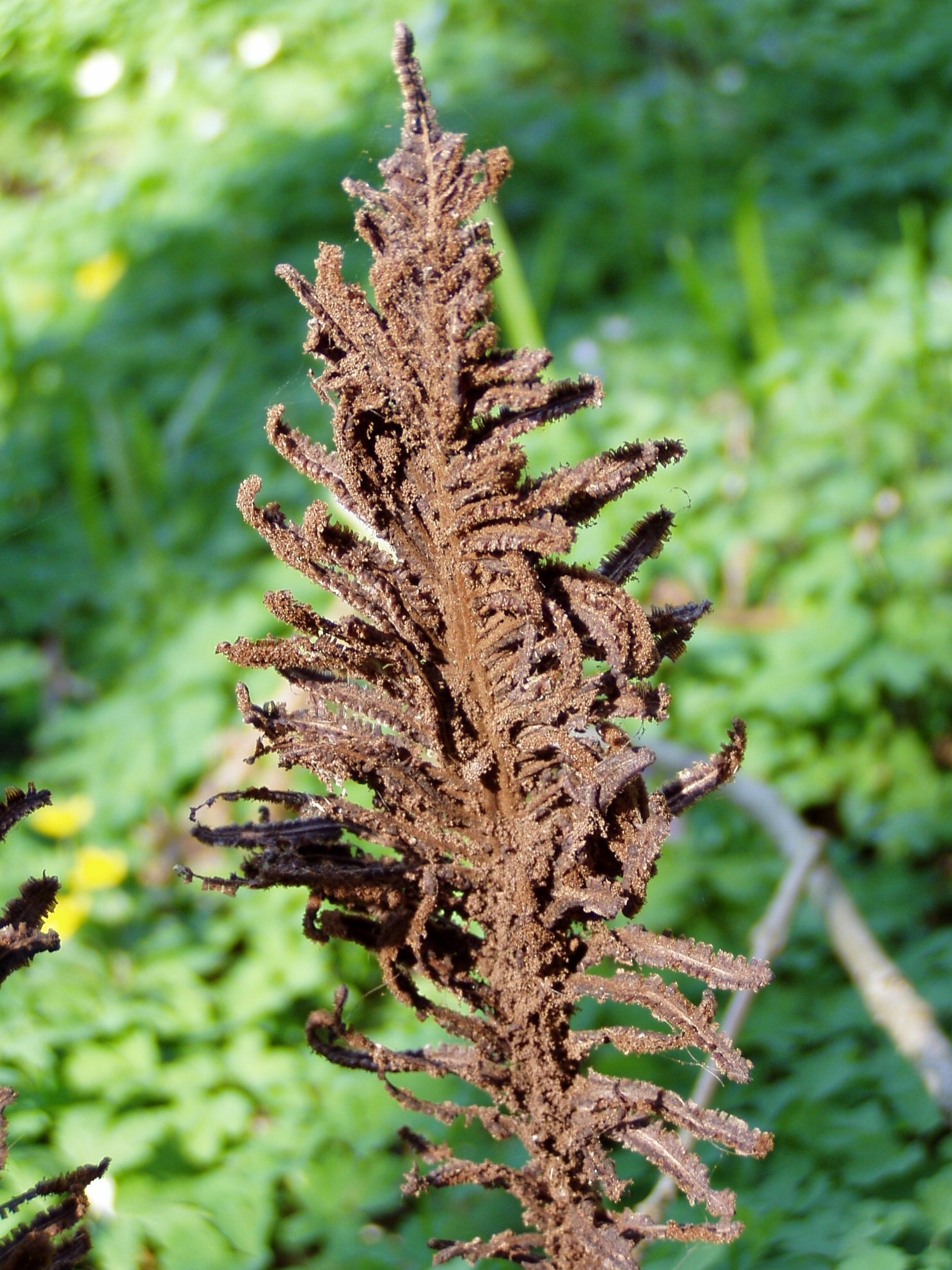
Sporofil pióropusznika strusiego

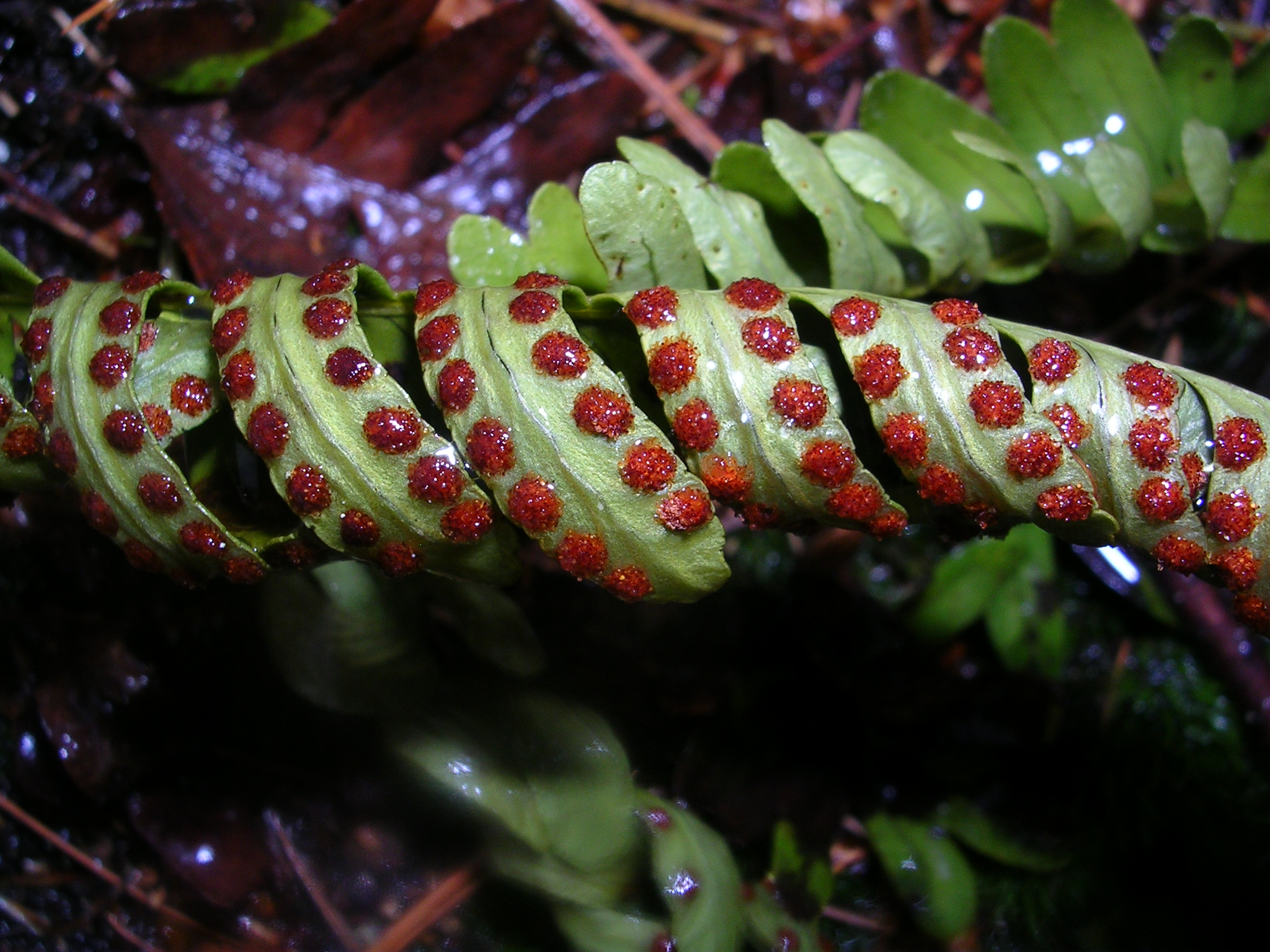
Liść paproci, pełniący jednocześnie funkcję sporofilu i trofofilu, z kupkami zarodni

Sporofil (gr. spóros = nasienie + phýllon = liść), liść zarodnionośny – liść, na którym tworzą zarodnie z haploidalnymi zarodnikami u widłaków, skrzypów i niektórych paproci. Sporofile mogą występować pojedynczo lub zebrane w kłosy zarodnionośne. 
WidłakowceSporofile różnią się kształtem od liści asymilacyjnych. Zwykle w górnej części są ząbkowane, łuskowate, bezbarwne, zaostrzone na szczycie, o nasadzie szerokiej i trójkątnej. Na sporofilach znajduje się zazwyczaj jedna zarodnia, osadzona w pobliżu nasady, na brzusznej (doosiowej) stronie sporofilu. Widliczkowce mają sporofile - zróżnicowane na mikrosporofile i makrosporofile - rozmieszczone bardzo gęsto, skrętolegle, na osi kłosa zarodnionośnego. Zwykle w dolnej części kłosa skupione są makrosporofile, a w górnej – mikrosporofile, u niektórych gatunków widliczek oba typy sporofili tworzą oddzielne kłosy. Również sporofile lepidofitów, zebrane w szyszki zarodniowe, zróżnicowane były na makrosporofile położone w dolnej części szyszki i mikrosporofile leżące wyżej. Ustawione były prostopadle do osi szyszki, zwykle spiralnie, rzadziej okółkowo, gęsto, nachodząc na siebie dachówkowato. Pojedyncze zarodnie zlokalizowane były w dolnej części sporofili. Każdy sporofil miał języczek oraz pojedynczą wiązkę przewodzącą.
U przedstawicieli rodzaju poryblin (z rzędu poryblinowców) wydłużone zarodnie osadzone są pojedynczo u nasady sporofilu, w zagłębieniu, osłonięte przez velum, czyli fałd z rozrośniętej tkanki liścia. U nasady sporofilu znajduje się języczek.
PsylotoweMają sporofile zebrane w luźny nieregularny kłos zarodnionośny (rodzaje Psilotum i Tmesipteris). U nasady sporofili występują pojedyncze zarodnie z jednakowymi zarodnikami. Gatunki z rodzajów nasięźrzał oraz podejźrzon posiadają jeden liść, którego górna, sporofilowa część posiada liczne zarodnie.
SkrzypoweSporofile (zwane tu też sporangioforami) mają postać tarczek na trzonkach, przytwierdzonych do osi kłosa zarodnionośnego okółkowo, nadlegle lub międzylegle. Pod tarczkami podczepionych jest 4 do 12 zarodni, w postaci woreczków z jednakowymi zarodnikami.
PaprocieSporofile mogą być różnie wykształcone – bywają wyspecjalizowane jako organy służące wyłącznie do rozmnażania (np. pióropusznik strusi, podrzeń żebrowiec), u większości gatunków jednak są niezróżnicowane i pełnią również funkcje asymilacyjne (np. nerecznica samcza).
U roślin nasiennych organami homologicznymi do sporofili są wyspecjalizowane organy rozmnażania – łuska nasienna (odpowiednik makrosporofilu) i pręcik (odpowiednik mikrosporofilu) u nagonasiennych oraz owocolistek i pręciki u okrytonasiennych.